# Len Norman

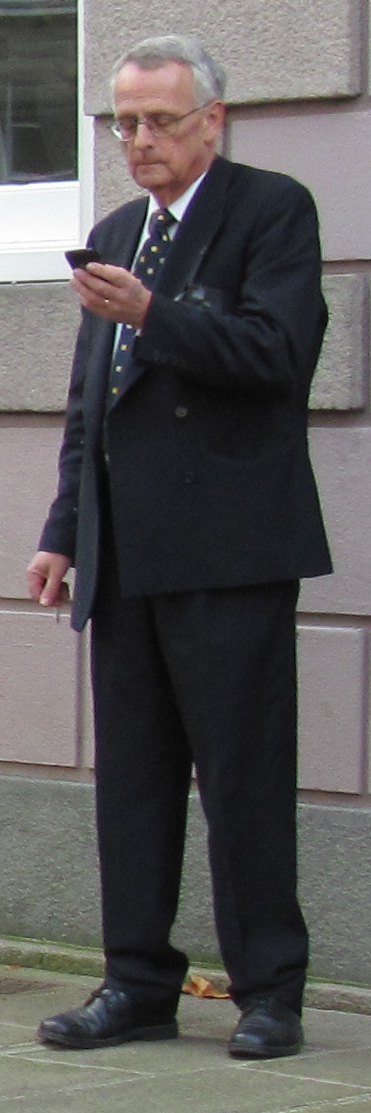
Len Norman (2011)

Leonard „Len“ Norman (* 1947; † 1. Juni 2021) war ein Politiker aus Jersey, der von 2008 bis 2021 Bürgermeister (Constable/Connétable) von Saint Clement sowie von 2018 bis 2021 Innenminister war.

## Leben
Leonard „Len“ Norman besuchte das De La Salle College und war als Inspektor für Straßen tätig. Er wurde am 17. Juni 1983 für den Wahlkreis St. Clement erstmals Mitglied der 53-köpfigen States of Jersey und als solcher 1987, 1990 und 1993 wiedergewählt. 1996 wurde er als Senator zum Mitglied der States of Jersey gewählt und bei der Wahl am 12. Dezember 2002 wiedergewählt. 2005 wurde er als Minister für Verkehr und technische Dienste im Kabinett von Chief Minister Frank Walker vorgeschlagen. Er wurde allerdings vom Parlament nicht gewählt, so dass Guy de Faye dieses Amt übernahm.
Am 8. Dezember 2008 wurde er zum ersten Mal als Bürgermeister (Constable/Connétable) von Saint Clement vereidigt. Er wurde 2011, 2014 sowie 2018 wiedergewählt und gehörte als einer der zwölf Gemeindebürgermeister ebenfalls den States of Jersey kraft Amtes als Mitglied an.
Nach der Wahl von John Le Fondré zum Chief Minister von Jersey wählte das Parlament am 7. Juni 2018 Len Norman zum Innenminister. Darüber hinaus war er kraft Amtes Mitglied des Comité des Connétables, ein Ausschuss der Connétables der zwölf Gemeinden (Parish), der regelmäßig zur Erörterung von gemeindeübergreifenden Fragen wie Steuern und Abgaben, Polizei oder Müllentsorgung zusammentrifft.
Aus seiner Ehe mit Rosemary Norman gingen zwei Kinder hervor.